# Stefanos Tsitsipas
Stefanos Tsitsipas (grego: Στέφανος Τσιτσιπάς, Atenas, 12 de agosto de 1998) é um tenista profissional grego.
É o atual número 28 do ranking mundial em simples.
Já foi o número 3 no ranking da ATP, alcançado em 9 de agosto de 2021.
Grandes Títulos: 1 ATP Finals e 3 Masters 1000, os 3 em Monte-Carlo.
A partir de 1997 somente ele e Nadal possuem mais de 2 títulos em Monte-Carlo.
Já quando conquistou seu título do ATP Finals em 2019, tornou-se o mais jovem campeão do torneio em 18 anos.
Nascido em uma família tenística, a mãe de Tsitsipas, Julia Salnikova, foi jogadora profissional da WTA e seu pai é formado como um treinador de tênis.
Tsitsipas começou a brincar de tênis com três anos de idade, seu pai lhe ofereceu vários esportes, para que o pequeno tsitsi escolhesse o que lhe prouvera, Tsitsipas por fim preferiu o tênis, e começou a ter aulas de tênis aos seis anos.
No juvenil, ele alcançou o posto de número 1 do ranking mundial. Ele também se tornou o terceiro jogador grego (primeiro homem) na era aberta a vencer um título de Grand Slam Juvenil, com a vitória do torneio de duplas em Wimbledon 2016.
Tsitsipas foi treinado pelo pai, Apostolos Tsitsipas até 2024, "voltando a ser seu treinador em agosto de 2025". Tendo treinado também na Patrick Mouratoglou Academy na França em 2015. O colombiano Jaime Cortes passou a integrar, eventualmente, o time de treinadores do grego em 2021.
Profissional desde 2016, mais ainda priorizando o circuito juvenil, Tsitsipas venceu seu primeiro jogo a nível ATP no fim de 2017 e, rapidamente, ascendeu no ranking ATP no ano seguinte. Ele atingiu três finais a nível ATP em 2018, vencendo seu primeiro título no Aberto de Estocolmo. Com sua campanha como finalista do ATP de Toronto, o grego se tornou o jogador mais novo da história a derrotar quatro oponentes do top 10 ATP em um único torneio. Sua temporada de 2018 culminou no título do torneio-exibição Next Gen ATP Finals, que propõe-se a revelar os futuros talentos do tênis mundial.
Tsitsipas tornou-se um nome fixo no top 10 da ATP desde 2019, alcançando três semifinais de torneios do Grand Slam, com as campanhas no Australian Open de 2019, Roland Garros de 2020 e Australian Open de 2021. O grego é um dos tenistas mais jovens da história a alcançar três semifinais de Grand Slam, tendo alcançado essa fase por três anos consecutivos. 
Em Abril de 2021, conquistou seu primeiro título de Masters 1000, o de Monte-Carlo no qual não perdeu um set, no ano seguinte conseguiu defender o título, já em 2024 venceu pela terceira vez.
Stefanos Tsitsipas é, ainda, o jogador mais jovem da história a ter derrotado o chamado Big Three, grupo composto por Roger Federer, Rafael Nadal e Novak Djokovic, considerados os três melhores tenistas de todos os tempos. O grego alcançou esse feito em 2019, aos 20 anos, ao derrotar o espanhol Rafael Nadal para atingir a final da edição de 2019 do Masters 1000 de Madrid (ATP de Madri). Em janeiro de 2021, Tsitsipas tornou-se também o mais jovem jogador da história ao derrotar todos os membros do Big Three pelo menos duas vezes, após vencer Rafael Nadal nas quartas-de-final do Australian Open.
Em 2025, após o torneio de Roland Garros, Goran Ivanisevic entrou para seu time/staf técnico, a parceria durou dois meses.

## Início da vida e Origens
Tsitsipas nasceu em 12 de agosto de 1998, em Vouliagmeni, Atenas, filho do grego Apostolos Tsitsipas e de Julia Apostoli (Salnikova), nascida na antiga União Soviética. Ambos os pais de Tsitsipas têm grande experiência no mundo do tênis, sendo que sua mãe, particularmente, foi número 1 do mundo do ranking juvenil e como profissional atingiu o mais alto ranking de sua carreira ao alcançar o top 200 do ranking da WTA, chegando a representar a União Soviética na Fed Cup. Os pais de Stefanos trabalhavam como instrutores de tênis no Astir Palace Resort Hotel em Vouliagmeni, Grécia, na época de seu nascimento. Eles se conheceram em um torneio WTA em Atenas, em que sua mãe estava competindo e seu pai era um juiz de linha. Stefanos tem ainda três irmãos, Petros, Pavlos (Paul) e Elisavet Tsitsipas, todos mais novos e que também são jogadores de tênis.
Com fortes influências familiares, Stefanos Tsitsipas começou cedo sua relação com o tênis. Em entrevista o grego relatou: "Minha primeira memória é aos 3 anos anos de idade, trocando bolas com o meu pai em um intervalo entre as aulas. Eu me lembro de assistir jogos de tênis, ainda bebê, não posso dizer quem estava jogando, mas me lembro de assistir". Stefanos praticou também outros esportes quando criança, incluindo o futebol e a natação. Seu pai, Apostolos, diz que o filho tomou a decisão de tornar-se um jogador de tênis por conta própria, ele lembra que Stef acordou certa vez, no meio da noite, depois de um torneio na França, quando tinha 9 anos de idade e lhe disse que queria ser tenista profissional, que gostava de competir, gostava do desafio.
Tsitsipas começou a ter aulas de tênis no Tennis Club Glyfada, perto de Atenas, com seis anos de idade, e não parou mais de treinar. Seu pai sempre atuou como seu técnico principal. Apostolos estudou, formalmente, treinamento de tênis na Universidade de Atenas para ajudar seus filhos. Em 2015, Tsitsipas começou a treinar na Patrick Mouratoglou Academy, dividindo seu tempo entre a Grécia e a França.
O avô de Stefanos, Sergei Salnikov, foi um jogador e treinador de futebol russo, que ganhou uma medalha de ouro olímpica, representando a União Soviética nos Jogos Olímpicos de Verão de 1956. Salnikov também era um dos dirigentes do time FC Spartak Moscow.

## Carreira Juvenil
Tsitsipas foi número 1 do mundo do ranking juvenil. Ele começou a jogar o circuito juvenil da ITF (Federação Internacional de Tênis) em 2013, aos 14 anos. O grego não jogou nenhum torneio de elite até o Aberto Juvenil Mexicano em Novembro de 2014, mas mesmo assim, um mês depois, já atingiu a final em seu segundo torneio de elite disputado, o Orange Bowl. Stefanos entrou no torneio fora do top 100 do ranking juvenil. Em 2015, Tsitsipas teve sua primeira chance de jogar um torneio de Grand Slam Juvenil. Dos quatro Grand Slam do ano, seu melhor resultado foi ao alcançar as quartas de final do Australian Open. Stefanos não venceu nenhum torneio de simples nesse ano, mas atingiu outra final do Orange Bowl, perdendo para o sérvio Miomir Kecmanovic em um tiebreak no terceiro set. Tsitsipas terminou o ano como número 14 do mundo no ranking juvenil.
Em 2016, Tsitsipas teve seu ano de virada, alcançando ao menos as quartas de final em todos os torneios que disputou, incluindo os quatro Grand Slams. Tornou-se o número 1 do mundo ao vencer seu primeiro torneio de elite, no Trofeo Bonfiglio. Tsitsipas também venceu o European Junior Championships mais tarde no mesmo ano. Seu maior título na temporada veio nas duplas, em parceria com o estoniano Kenneth Raisma, vencendo Wimbledon 2016. Ele se tornou o primeiro homem grego a vencer um Grand Slam Juvenil na Era Aberta e o segundo da história, após os títulos de Nicky Kalogeropoulos no Aberto da França e em Wimbledon em 1963. Além do triunfo em Wimbledon, Tsitsipas também atingiu seus melhores resultados em Grand Slam Juvenis com as semifinais de Wimbledon e do US Open. Tsitsipas finalizou a temporada com número 2 do mundo, atrás apenas de Kecmanović, que disputou muito mais torneios na temporada.

## Carreira Profissional

### 2013–17: Início da carreira profissional, Chegada ao top 100 e Primeira vitória contra top 10
Tsitsipas começou a jogar torneios ITF pequenos na Grécia em 2013, após completar 15 anos de idade, não muito depois de começar a competir no circuito juvenil. Ele se qualificou para seu primeiro torneio de nível ATP Challenger no Burnie International de 2015, com 16 anos, perdendo seu único jogo na chave principal para Benjamin Mitchell. Tsitsipas venceu seu primeiro título de nível Future mais tarde, naquele mesmo ano, nível em qual venceria um total de 11 títulos, cinco em simples e seis em duplas, até o fim de 2016. Tsitsipas venceu sua primeira partida de nível Challenger no final de 2015, em Marrocos. Ele retorna a Marrocos no ano seguinte, a onde alcança suas duas primeiras finais de nível Challenger em semanas consecutivas, nos torneios de Mohammedia e Casablanca. Seu sucesso na África o colocou dentro do top 200 mundial em outubro daquele mesmo ano, sendo que naquele mesmo mês o grego recebeu um convite para disputar a etapa qualificatória do ATP da Basileia, na Suíça. Essa foi sua primeira aparição no circuito da ATP. No qualifying, Stefanos derrotou Rajeev Ram na primeira rodada, caindo, porém, para o holândes Robin Haase na rodada seguinte, não chegando a se qualificar.
Tsitsipas jogou sua primeira chave principal de ATP no ATP de Roterdã, a onde perdeu na estreia para o eventual campeão, Jo-Wilfried Tsonga. Ele também fez sua estreia em Grand Slam no mesmo ano, ao jogar o qualificatório do Aberto da França, perdendo seu primeiro jogo para o croata Ivo Karlovic. Depois de perder no qualificatório do US Open, Tsitsipas venceu seu primeiro título de nível Challenger, em Genova. Apesar de ter se qualificado para alguns eventos de nível ATP, Stefanos não venceu nenhum jogo desse nível até o fim da temporada, quando derrotou seu colega da Next Gen, Karen Khachanov em Shanghai. No Aberto da Europa, na Bélgica, na semana seguinte, Tsitsipas atingiu sua primeira semifinal de ATP, vindo da etapa qualificatória. Durante o torneio, ele surpreendeu o favorito da casa e número 10 do mundo, David Goffin, naquela que foi sua primeira vitória contra um jogador do Top 10 mundial. Com essa campanha, Tsitsipas tornou-se o primeiro jogador grego a estar ranqueado dentro do Top 100 da ATP, alcançando esse feito com 19 anos. Ele também atingiu um ranking alto o suficiente para entrar como alternate no Next Gen ATP Finals. Tsitsipas fechou a temporada de 2017 com outra final de nível Challenger, dessa vez em Brest, na França.

### 2018:  Ano de Virada na Carreira, Final de Masters 1000, Campeão do ATP Next Gen Finals
Tsitsipas começou o ano no ATP de Doha, onde perdeu nas quartas de final para o número 5 do mundo, Dominic Thiem, novamente como um qualifier. Após perder na rodada inicial em sua estreia no Australian Open, seu melhor resultado no resto da temporada de quadra dura do começo do ano foi ao chegar nas quartas de final do ATP de Dubai. Sua primeira campanha de destaque na temporada foi no ATP de Barcelona, na temporada de saibro, onde alcançou sua primeira final a nível ATP, sem perder sets. Durante o torneio, que é um ATP 500, Tsitsipas derrotou três jogadores do top 20 mundial, incluindo o argentino Diego Schwartzman, o espanhol Pablo Carreño Busta e o número 7 do mundo, Dominic Thiem, antes de perder a final para o número 1 do mundo, Rafael Nadal. Com esse resultado, Tsitsipas alcançou o Top 50 da ATP, tornando-se o segundo grego da história ao alcançar uma final de ATP, após Nicky Kalogeropoulos em 1973. Sua performance ganhou atenção nacional na Grécia, onde o tênis não é um esporte popular. Na semana seguinte, no ATP de Estoril, em Portugal, ele alcançou outra semifinal, conquistando também sua terceira vitória contra um top 10 do ranking mundial ao vencer o número 8 do mundo, Kevin Anderson.
Tsitsipas fechou a temporada de saibro ao vencer pela primeira vez um jogo de Grand Slam no Aberto da França, contra o espanhol Carlos Taberner e perdendo na rodada seguinte para o eventual vice-campeão, Dominic Thiem. Após isso, ele já entrou em seu próximo torneio de Grand Slam como um cabeça de chave, número 31, em Wimbledon. Ele aproveitou a oportunidade para atingir seu melhor resultado em um Grand Slam até então, perdendo apenas nas oitavas de final para o favorito norte-americano e número 10 do ranking ATP, John Isner. Tsitsipas fez mais uma campanha surpreendente na temporada, um pouco antes do US Open. Após chegar as semifinais em Washington, ele atingiu sua segunda final na temporada e primeira final de Masters 1000 da carreira, no Aberto do Canadá (Rogers Cup). Durante o torneio, Tsitsipas fez história ao se tornar o jogador mais novo de todos os tempos a derrotar quatro oponentes ranqueados dentro do Top 10 mundial em único evento, derrotando o No. 8, Dominic Thiem, o No. 10 Novak Djokovic, o No. 3 Alexander Zverev e o No. 6 Kevin Anderson, em sequência. Ele salvou match point nos últimos dois jogos. Stefanos perdeu a final para Rafael Nadal no dia de seu aniversário de 20 anos, num encontro mais parelho do que o primeiro, em Barcelona. Com a campanha no Canadá, ele subiu para a posição de número 15 do ranking mundial.
No US Open, Tsitsipas fez sua estreia na chave principal, mas acabou surpreendido na segunda rodada, por seu colega da nova geração, Daniil Medvedev. Ele relatou fadiga como um dos fatores que culminaram na derrota no Slam e em sua saída precoce, antes das quartas de final, de três dos seus quatro eventos subsequentes. Entretanto, Tsitsipas recuperou-se no Aberto de Estocolmo, na Suécia. O grego derrotou os experientes John Millman e Philipp Kohlschreiber, passando depois pelo segundo cabeça de chave do torneio, o número 14 do mundo, Fabio Fognini, nas semifinais, batendo na final o talentoso Ernests Gulbis. Com a vitória, ele se tornou o primeiro grego a vencer um torneio de nível ATP. Tsitsipas fechou sua temporada no Next Generation ATP Finals. Ele era o cabeça de chave 1 e ficou no mesmo lado da chave que Frances Tiafoe, Hubert Hurkacz e Jaume Munar. Tsitsipas venceu em seu grupo e depois derrotou Andrey Rublev para alcançar a final contra o segundo favorito ao título, Alex de Minaur. Ele derrotou o australiano em quatro sets para vencer o torneio. No fim da temporada, Stefanos Tsitsipas foi nomeado como o "ATP Most Improved Player", jogador que mais evoluiu na temporada.

### 2019: Campeão do ATP Finals, Semifinalista do Australian Open, Top 5 Mundial
Tsitsipas começou a temporada na Copa Hopman, jogando ao lado de sua compatriota Maria Sakkari, o que fez deles o primeiro time a representar a Grécia no evento, em 17 anos. No torneio, a única vitória do grego, em simples, foi contra o norte-americano Frances Tiafoe, enquanto uma de sua derrotas foi para seu ídolo de infância, Roger Federer. No Australian Open, Tsitsipas alcançou sua primeira semifinal de Grand Slam, após ter vencido apenas 5 jogos de Grand Slam no ano anterior. Todas as suas vitórias no torneio vieram em quatro sets, em que ele derrotou consecutivamente, para chegar as oitavas de final, o futuro top-10 italiano, Matteo Berrettini, o sérvio Viktor Troicki e o georgiano Nikoloz Basilashivili. Seu grande feito no torneio foi ao surpreender o número 3 do mundo, Roger Federer, que era o campeão em título, derrotando-o nas oitavas de final. No jogo, o grego não foi quebrado nenhuma vez, salvando todos os 12 break points que enfrentou. Ao vencer Roger Federer em um Grand Slam sem ser quebrado uma única vez e levando o suíço a três tiebreaks, Tsitsipas alcançou algo nunca antes ocorrido na carreira do suíço. Nas quartas de final, Tsitsipas derrotou o espanhol Roberto Bautista Agut, caindo facilmente, porém, na rodada seguinte, para outro espanhol, o No. 2 do mundo Rafael Nadal, vencendo apenas 6 games. O resultado o ajudou a subir ainda mais no ranking, deixando-o as portas do Top 10 mundial, na 12ª posição e fazendo dele o melhor ranqueado jogador grego da história do tênis.
Tsitsipas manteve o bom nível na temporada ao alcançar duas finais em semanas consecutivas. Ele venceu seu segundo título de ATP no Open 13 de Provence ATP de Marselha, batendo o cazaque Mikhail Kukushkin, antes de perder a final do ATP de Dubai para o suíço Roger Federer, que vingou-se da derrota na Austrália e ainda celebrou seu 100º título na carreira. Tais resultados colocaram Tsitsipas dentro do Top 10 da ATP pela primeira vez. Stefanos fechou ainda a temporada de quadra dura do começo do ano com seu melhor ranking também em duplas, ao alcançar a final do ATP de Miami, ao lado do holandês Wesley Koolhof. A dupla do grego e do holandês perdeu a final para a lendária dupla norte-americana dos irmãos Bob e Mike Bryan.
Tsitsipas também teve excelentes resultados na temporada de saibro. Ele venceu o terceiro título da carreira, primeiro em terra batida, um mês depois, no ATP de Estoril, em Portugal, ao vencer o uruguaio Pablo Cuevas na final. Na semana seguinte, ele alcançou sua segunda final de Masters 1000, em Madrid. Durante o torneio, ele derrotou o No. 4, Alexander Zverev, e o No. 2, Rafael Nadal, nas quartas de final e na semifinal, respectivamente. O grego perdeu a final para o No. 1 do mundo, o sérvio Novak Djokovic. O torneio marcou também a primeira vitória de Tsitsipas sobre Nadal em quatro tentativas, tornando o grego, aos 20 anos, o jogador mais novo da história a derrotar todo o Big Three, grupo composto pelo trio de jogadores considerados como os maiores de todos os tempos, Roger Federer, Novak Djokovic e Rafael Nadal. Nadal vingou-se de Tsitsipas logo na semana posterior ao vencê-lo nas semifinais do ATP de Roma. Com a boa sequência no saibro, Tsitsipas alcançou o ranking de No. 6 do mundo. Em Roland Garros, Tsitsipas foi surpreendido nas oitavas de final, ao perder aquele que foi o jogo mais demorado do torneio, caindo contra Stan Wawrinka, em uma maratona de 5 sets, que acabou em 6–8 para o experiente suíço no set decisivo.
Apesar de uma ótima primeira metade da temporada, Tsitsipas pareceu ter sua confiança abalada após a dura derrota em Roland Garros. Ele perdeu seus jogos de estreia em Wimbledon e no US Open, para o italiano Thomas Fabbiano e o russo Andrey Rublev respectivamente, além de ambos os torneios Masters 1000 em Agosto. Apesar disso, o grego alcançou seu melhor ranking da carreira, chegando ao No. 5 do ranking mundial no começo de agosto. A recuperação do grego só veio em outubro, quando derrotou o alemão Alexander Zverev mais uma vez, no Aberto da China (China Open), sendo vice-campeão do torneio, após perder a final para o No. 5 do mundo, Dominic Thiem. Ele engatou, então, duas semifinais, no ATP de Xanghai, onde venceu, de virada, o líder do ranking mundial, Novak Djokovic, nas quartas, caindo na semifinal para o No. 4, Daniil Medvedev, e no Swiss Indoors, na Basileia, perdendo para o No. 3, Roger Federer. O grego alcançou ainda as quartas de final do ATP de Paris, a onde perdeu para Djokovic, que vingou a derrota em Shanghai. No fim da temporada, Tsitsipas qualificou-se, pela primeira vez, para o  ATP Finals, caindo no mesmo grupo que Nadal, Zverev e Medvedev. Ele derrotou tanto Medvedev quanto Zverev para avançar às semifinais, indo, já classificado, para seu terceiro jogo do grupo, o qual ele perdeu para Rafael Nadal. Nas semifinais, Tsitsipas derrotou Roger Federer para alcançar a final contra o austríaco Dominic Thiem. Tsitsipas venceu o torneio em um duro jogo, que acabou em tiebreak no terceiro set, tornando-se o mais jovem vencedor do torneio desde Lleyton Hewitt, em 2001. Tsitsipas finalizou a temporada como número 6 do ranking mundial.

### 2020: Pandemia da COVID-19: Desafios e Avanços
O ano de 2020 foi desafiador para o mundo de uma forma geral, o que se refletiu no tênis, com uma calendário extremamente reduzido, torneios cancelados e meses de paralisação do circuito. Os jogadores tiveram de se desafiar, mas manter o ritmo e a forma após 6 meses de inatividade.
Na primeira edição da ATP Cup, Tsitsipas conseguiu sua primeira vitória contra um Top 10 no ano, superando o alemão Alexander Zverev. A equipe grega, entretanto, que carece de outros nomes para jogar ao lado de Stefanos, não foi longe na competição. Tsitsipas entrou no Australian Open como 6º cabeça de chave, mas falhou ao tentar repetir a campanha do ano anterior, eliminado na 3ª Rodada por um muito inspirado Milos Raonic. O torneio seguinte também não foi positivo, 2º cabeça de chave no ATP de Roterdã, Stefanos caiu ainda nas oitavas de final para o esloveno Aljaz Bedene. Porém, o grego se recuperou em março, repetindo o feito do ano anterior ao alcançar duas finais consecutivas, defendendo o título no ATP de Marselha, onde derrotou o canadense Felix Auger-Aliassime, vencendo o torneio sem perder sets e alcançando o 5º título da jovem carreira. Em Dubai, o grego chegou novamente a final tendo do outro lado da rede um membro do Big Three, dessa vez, o número 1 do mundo, Novak Djokovic, foi quem derrotou Stefanos, que saiu como vice-campeão pelo segundo ano consecutivo.
Após Dubai, o próximo torneio de Stefanos seria o ATP de Indian Wells, primeiro evento a ser cancelado devido a pandemia. A situação se agravou e, um após um, todos os torneios agendados para os próximos meses foram sendo cancelados ou adiados, provocando uma paralisação de aproximadamente 6 meses no circuito e um congelamento dos rankings.
No fim de agosto, o circuito retorna, ainda rodeado de incertezas, com o ATP de Cincinnati. No torneio, o grego teve suas habilidades de devolução amplamente testadas, ao enfrentar apenas grande sacadores. Tsitsipas alcançou a 6ª semifinal de Masters 1000 da carreira, batendo os gigantes Kevin Anderson, John Isner e Reilly Opelka e só parou ao cair, novamente, contra Milos Raonic. No US Open, Stefanos entrou como 4º cabeça de chave, mas não teve bom desempenho, perdendo a oportunidade de ir mais longe em um Grand Slam fortemente desfalcado, que não contava com Rafael Nadal, nem Roger Federer e ainda teve a desclassificação do grande favorito, Novak Djokovic. Stefanos iniciou sua campanha de forma sólida, passando por Albert Ramos Viñolas e Maxime Cressy sem perder sets, porém, na terceira rodada, o grego desperdiçou oportunidades, sacou para o jogo duas vezes mas não fechou, levando a virada no 4º set e perdendo o 5º no tiebreak para o croata Borna Coric.
O grego, ainda abalado e recuperando sua confiança, encontrou novamente seu bom tênis na terra batida, superando especialistas no piso, como Pablo Cuevas, Dusan Lajovic e Cristian Garín para alcançar a final do ATP de Hamburgo. Em final apertada, o grego esteve uma quebra acima no set decisivo contra o russo Andrey Rublev, chegou a sacar para o jogo, mas não confirmou, levou a virada e ficou com o vice-campeonato. Após o jogo, Tsitsipas confirmou ter sofrido na final com a memória de sua derrota no US Open. Essas que foram, segundo Tsitsipas, duas das piores derrotas de sua carreira, foram, posteriormente, apontadas por ele como um grande aprendizado, que o fez crescer mentalmente como jogador, para lidar de outra forma com as situações e não mais vivenciar aqueles sentimentos.
Com um dia apenas entre a final em Hamburgo e o ínicio de Roland Garros, Tsitsipas parecia chegar ao torneio francês cansado físico e mentalmente, mas a partir daí demonstrou seu poder de recuperação. Na primeira rodada, o grego pareceu caminhar para uma desapontante derrota na estreia contra o jovem espanhol Jaume Munar, que abriu 2 sets a zero. Tsitsipas, então, reagiu virando de 2 sets abaixo e vencendo por 3-2. Essa foi a primeira vez na carreira de Tsitsipas que ele obteve êxito em virar de dois sets abaixo em um Grand Slam. A partir dai, o grego foi recuperando seu melhor tênis e sua confiança, vencendo os seus quatro próximos jogos em sets diretos, superando Pablo Cuevas e Aljaz Bedene, além de impressionar ao passar sem dificuldades por Grigor Dimitrov nas oitavas de final e ao vingar-se da derrota em Hamburgo, vencendo o russo Andrey Rublev em sets diretos, alcançando, assim, a segunda semifinal de Grand Slam da carreira. Na semifinal, Tsitsipas foi dominado pelo número 1 do mundo, Novak Djokovic, nos dois primeiros sets, com o sérvio quebrando o serviço do grego também no terceiro. Porém, o que parecia ser uma fácil vitória para Djokovic, revelou-se uma batalha, com uma ascensão de Tsitsipas na partida. Djokovic sacou para o jogo, mas viu o grego demonstrar, novamente, seu poder de recuperação, quebrando o sérvio e levando o terceiro e o quarto sets. Entretanto, no 5º e decisivo set, o grego sentiu uma lesão na virilha, que havia surgido em Hamburgo, mas que voltou mais forte, fazendo com que o jovem grego fosse presa fácil para o líder do ranking. Com a campanha em Roland Garros, Stefanos firmou-se como um dos mais novos da história a atingir semifinais de Grand Slam e em superfícies diferentes.
A lesão muscular persistiu e obrigou Tsitsipas a ficar quase um mês fora das quadras, focando em seu repouso e tratamento. Com isso, o grego desistiu dos dois torneios seguintes para os quais estava inscrito e até tentou jogar o ATP 500 de Vienna e o Masters 1000 de Paris, vencendo, porém, uma única partida e demonstrando claro desconforto físico, falta de ritmo e dificuldades de movimentação. Ainda lesionado, Tsitsipas era dúvida para a defesa de seu título no  ATP Finals, torneio de melhores do ano, para o qual se classificou pela segunda vez consecutiva. Tsitsipas até tentou repetir a excelente campanha do ano anterior, mas demonstrou estar abaixo de seu nível normal, vencendo apenas um jogo na fase de grupos, contra o russo Andrey Rublev e perdendo seus jogos contra o austríaco Dominic Thiem e o espanhol Rafael Nadal. Assim, Stefanos foi eliminado ainda na fase inicial do torneio, não defendendo o título, mas mantendo seus pontos, devido ao congelamento do ranking.

### 2021: 1º Título de Masters 1000, Terceira semifinal de Grand Slam
Tsitsipas começou a temporada vencendo, confortavelmente, seus dois adversários na ATP Cup, derrotando em sets diretos o espanhol Roberto Bautista Agut e o australiano Alex de Minaur. Novamente, faltou ao grego um outro membro, que junto com ele, levasse a equipe grega mais longe na competição. O número 2 da Grécia, Michail Pervolarakis, está fora do Top 450 da ATP e não chegou a vencer nenhum set na competição. Stefanos seguiu na Austrália para o primeiro Grand Slam do ano e iniciou sua campanha com vitória dominante, por 3 sets a 0, sobre o ex-top 10 francês Gilles Simon. Tsitsipas só cedeu 4 games ao oponente, dominando a partida. Sua segunda rodada foi muito mais complicada, enfrentando um Thanasi Kokkinakis, recuperado de suas lesões e solto na chave. Stef teve trabalho e superou o anfitrião por 3 sets a 2. As rodadas subsequentes foram mais tranquilas com uma vitória em sets diretos contra o jovem sueco Mikael Ymer e o avanço direto às quartas de final, após abandono do italiano Matteo Berrettini, devido a uma lesão no abdômen. Ao alcançar as quartas de final de um Grand Slam pela terceira vez na carreira, o grego teve pela frente o número 2 do mundo, Rafael Nadal. Nadal começou o jogo dominante, abriu 2-0, no que parecia ser um passeio do espanhol em quadra. Tsitsipas, porém, elevou seu nível e foi muito sólido para vencer o tiebreak do 3º set, virar a partida e vencer por 3 sets a 2. O grego impôs, assim, apenas a segunda derrota de Nadal na carreira após vencer os 2 primeiros sets em um Grand Slam, repetindo feito de Fabio Fognini no US Open de 2015. Ao atingir uma semifinal de Grand Slam pela terceira vez na carreira, Stefanos Tsitsipas destacou-se ao atingir três SF de Slam com apenas 22 anos, em pisos diferentes e por três temporadas consecutivas. Tsitsipas manteve também seu aproveitamento de 100% em quartas de final de Grand Slam. Na semifinal, enfrentando o russo Daniil Medvedev, Tsitsipas pareceu sentir o cansaço do jogo anterior contra Nadal, não demonstrando a mesma solidez e intensidade e caindo em sets diretos para o russo.
Stefanos seguiu para Rotterdam, torneio onde até então nunca havia obtido bom resultado. O grego teve jogos duros contra adversários perigosos, passando pelo sacador bielorrusso Egor Gerasimov e vencendo batalhas de três sets contra o polonês Hubert Hurkacz e o russo Karen Khachanov. Stefanos caiu apenas na semifinal para o também russo Andrey Rublev, eventual campeão do evento. O grego fez ainda quartas de final em Marselha e apesar de cair nas quartas para o francês Pierre Hugues Herbert, não conquistando o tricampeonato, foi, em Marselha, que o grego atingiu a 10ª vitória no ano, sendo o 4º jogador a alcançar esse número na temporada (atrás apenas de Djokovic, Medvedev e Rublev).
Provando seu momento consistente no circuito, Tsitsipas atingiu a final logo em sua primeira participação no ATP de Acapulco. O grego demonstrou um tênis sólido, vistoso, agressivo e variado, para superar com tranquilidade adversários duros, passando pelos 3 top 30: Benoit Paire, John Isner e Felix Auger-Aliassime. Na semifinal, o grego superou a revelação italiana, que surpreendeu no torneio, Lorenzo Musetti. Na final, o grego enfrentou o alemão Alexander Zverev e, apesar de começar muito bem a partida, abrindo 4-1 e tendo breakpoint para fazer 5-1, o grego viu o rival subir de produção e devolver a quebra. Zverev ganhou confiança e viu Tsitsipas baixar seu nível ao frustrar-se com a perda da vantagem. No fim, o alemão se manteve firme, sacou pro jogo para fechar em 2-0, teve seu serviço quebrado em um último suspiro do grego na partida, que acabou perdendo, mesmo assim, no tiebreak do segundo set. Com o vice-campeonato, Tsitsipas consolidou-se no Top4 da corrida da temporada, chegando, ao menos, às quartas de final, de todos os torneios que disputou no ano.
Após as desistências de Novak Djokovic, Rafael Nadal e Roger Federer, os jovens nomes do circuito tiveram grande chance no ATP de Miami, em que Tsitsipas entrou como 2º cabeça de chave. O grego fez uma boa semana, melhorando seu head-to-head contra jogadores contras os quais não tinha um bom retrospecto. Tsitsipas começou a campanha batendo o bósnio Damir Dzumhur, passando depois pelo japonês Kei Nishikori e vencendo o primeiro jogo da carreira contra o italiano Lorenzo Sonego. Nas quartas de final, o grego perdeu boas chances, abriu 6-2 contra Hubert Hurkacz e 2-0 no segundo set, tendo break point para chegar ao 3-0. Hurkacz conseguiu salvar seu saque e fazer 2-1 e se aproveitou de uma oscilação do grego para quebrar de volta. Frustrado, o grego acabou baixando sua intensidade de jogo e caiu de virada para o polonês, que se consagrou depois campeão do torneio.
Tsitsipas parecia ter perdido uma de suas melhores chances de vencer seu primeiro título de Masters 1000 na carreira, mas foi logo no torneio seguinte, o ATP de Monte Carlo, primeiro torneio de saibro no ano, que o grego conseguiu elevar seu nível para buscar tal feito. Stefanos, quarto cabeça de chave, foi impecável durante todo o torneio, vencendo seu primeiro Masters 1000 sem perder sets. O grego foi quebrado apenas 3 vezes no torneio inteiro, devolvendo a quebra imediatamente nas três ocasiões. Tsitsipas começou sua campanha com uma boa vitória contra o embalado russo Aslan Karatsev, que surpreendeu o mundo do tênis ao ser semifinalista do Australian Open de 2021. Depois, superou os especialistas no saibro Cristian Garín e Alejandro Davidovich Fokina. Nas semifinais, impressionou ao derrotar por 6-2, 6-1, o britânico Daniel Evans, que havia eliminado o número 1 do mundo, Novak Djokovic. Na final, Stefanos fez um jogo praticamente perfeito para atingir sua segunda vitória contra Top 10 no ano, conseguindo 18 winners e apenas 10 erros não forçados, não enfrentando nenhum break point e tendo 100% de efetividade (3/3) para quebrar o saque do oponente, vencendo então o russo Andrey Rublev por duplo 6-3.
Com o título de Monte Carlo, Tsitsipas é agora o mais novo campeão de Masters 1000 em atividade e o mais novo a ganhar um título desse porte desde 2018, sendo o primeiro grego a vencer um torneio dessa categoria. Ele atingiu 2540 pontos na temporada, assumindo a liderança do ranking do ano, passando Djokovic, Medvedev e Rublev, apenas com esses pontos, ele já seria número 18 do mundo. O grego atingiu também 22-5 no ano, 81,5% de efetividade, sendo o segundo em número de vitórias, atrás apenas de Rublev, 24. Tsitsipas é ainda apenas o terceiro jogador em atividade a vencer seu primeiro Masters 1000 sem perder sets (juntando-se a Novak Djokovic e Grigor Dimitrov). Além disso, o grego continuou demonstrando consistência a alcançar ao menos as quartas de final em todos os torneios que disputou e se juntou ao seleto grupo de jogadores que alcançaram mais de uma final no ano, todos alcançando duas. Dentre os feitos do grego com o título, estão ainda o de ser o mais novo a levantar o troféu de Monte Carlo desde Rafael Nadal em 2008 e o de chegar à quarta temporada consecutiva levantando ao menos um título.  Com a campanha, Tsitsipas entrou ainda num grupo restrito de tenistas em atividade, ao lado de Rafael Nadal, Novak Djokovic, Roger Federer, Andy Murray e Stan Wawrinka que atingiram ao menos as semifinais dos quatro maiores torneios de saibro do mundo: Roland Garros, Monte Carlo, Madrid e Roma. Firmando-se com seu título de Monte Carlo, finais de Madrid, Hamburgo e e Barcelona e semifinais de Roland Garros e Roma, como um dos maiores saibristas do mundo, com apenas 22 anos.
Ainda ressaltando as conquistas do grego, Tsitsipas atingiu em Monte Carlo, aos 22 anos, a 8ª quarta de final, a 6ª semifinal e a 3ª final de Masters 1000 de sua carreira. Empatando em número de semis com jogadores mais velhos como Grigor Dimitrov (1991) e Dominic Thiem (1993). Foi ainda o primeiro tenista nascido desde 1988 a vencer em Monte Carlo, os campeões anteriores foram Rafael Nadal, Novak Djokovic, Stan Wawrinka e Fabio Fognini. Tsitsipas é também o terceiro tenista a vencer Monte Carlo sem perder sets, desde 1985, juntando-se a Rafael Nadal e Marcelo Ríos. Os resultados expressivos do grego com tão pouca idade se refletem em suas números, sendo ele, desde 2019, o segundo jogador com mais vitórias, 105, atrás apenas das 108 de Novak Djokovic. Ficando em segundo também em números de vitórias desde 2018, com 151, atrás apenas das 161 de Djokovic. O grego tornou-se o sétimo tenista em atividade a vencer um Masters 1000 antes dos 23 anos.

## Estilo de jogo
Tsitsipas é fã declarado, desde a infância, do suíço Roger Federer, sendo que sua inspiração no suíço é facilmente observável em seu estilo de jogo. Stefanos é um jogador agressivo na linha de base, com ampla capacidade de ocupar todos os espaços da quadra, devido à sua velocidade, boa movimentação, habilidade técnica e seu sólido jogo de rede. Tsitsipas tem golpes de fundo poderosos, capazes de lhe render muitos winners, tendo seu forehand com empunhadura semi-western como sua arma mais poderosa para definir pontos. Tsitsipas também é reconhecido como um ótimo sacador, não só por sua altura e potência, mas pela boa variação de saque, fundamento essencial para lhe salvar de momentos de pressão em seus jogos. Ao combinar seu serviço com o alto topspin que consegue colocar em seus golpes, o grego consegue empurrar os adversários para fora da quadra e fazer winners. Além disso, Tsitsipas é um grande voleador, tendo muita confiança em seu jogo de rede, indo mais a rede para finalizar pontos do que a maioria dos jogadores de base típicos. É comum vê-lo associando seu serviço e seu jogo de rede para ganhar pontos no clássico estilo saque-voleio. Tsitsipas é destro e bate o backhand com apenas uma das mãos, o que lhe confere maior plasticidade e fluidez ao golpe, entretanto, o backhand de uma mão é sempre um golpe que dá menos controle ao tenista, fazendo com que ele seja mais vulnerável desse lado. Stefanos relata, constantemente, o trabalho em buscar solidez e controle com seu backhand de uma mão, golpe que exige mais tempo de maturação, demonstrando cada vez mais consistência no golpe. Tsitsipas também já teve dificuldade em suas devoluções, principalmente de backhand, contudo, o grego vem evoluindo bastante nesse fundamento, adicionando variação e obtendo bons resultados com devoluções de slice e de bloqueio. Vitória recentes contra exímios sacadores reforçam a evolução do grego nesse ponto do seu jogo.
Seu golpe favorito é o backhand de uma mão, um golpe raro de se ver no tênis moderno. Seu forehand é o seu golpe de segurança, entretanto. Quando pequeno, Stefanos testou bater o backhand com uma e com duas mãos, mas pelo golpe com uma mão ser o que seu pai e sua mãe usavam, além de obviamente seu grande ídolo, Roger Federer, essas influências fizeram com que tomasse sua decisão. Tsitsipas diz sentir que o uso do backhand de uma mão é, para ele, algo mais natural. Sua forma favorita de finalizar os pontos é através de voleios vencedores, forehands na cruzada e backhands na paralela.
Stefanos Tsitsipas é considerado um jogador de todo o tipo de superfície, já tendo alcançado, mesmo com uma jovem carreira, grandes resultados nas mais diversas condições de jogo. Tsitsipas diz que sua superfície favorita é a grama, sendo Wimbledon seu torneio predileto. Tsitsipas se sai muito bem no saibro, tendo vitórias expressivas contra grandes jogadores no piso como Rafael Nadal, Dominic Thiem e Diego Schwartzman. Além de ter alcançado um título de Masters 1000, duas finais de Masters 1000 e semifinal de Grand Slam no piso. O grego relata ter crescido jogando no saibro e diz se sentir muito confiante ao pisar na terra batida. É, porém, nas quadras duras, principalmente as cobertas, onde o grego tem mais títulos e finais, dentre os títulos, o do ATP Finals, um dos maiores de sua carreira, sendo também semifinalista por duas vezes do Australian Open e já tendo alcançado final de Masters 1000 no piso. Tsitsipas jogou muito pouco sobre a grama em sua carreira, sendo essa, porém a melhor superfície do grego em sua carreira juvenil, com título em duplas e semifinal em simples em Wimbledon 2016. A combinação de seu jogo agressivo, solidez de base, variação, excelente saque e perigoso jogo de rede faz com que o jogo do grego alcance grandes resultados em qualquer tipo de quadra.
O tenista, antigo número 1 do Reino Unido, Greg Rusedski definiu Tsitsipas da seguinte forma: "ele me lembra um pouco do Björn Borg. Ele faz todas as coisas direito, é um tenista espetacular e é simplesmente sensacional a forma como ele lida com os momentos importantes e não treme na hora de partir para a definição. Ele tem a natureza competitiva de Andy Murray e ao mesmo tempo uma categoria ao jogar, que me lembra muito do Roger Federer."
Tsitsipas é conhecido por seu forte espírito de luta e confiança. Parte do sucesso alcançado pelo grego está na sua confiança em seu tênis e na crença de que pode vencer qualquer oponente. A resiliência e a vontade de vencer do grego são alguns dos fatores que lhe permitiram alcançar importantes e históricas vitórias, como a virada após estar 2 sets abaixo contra Rafael Nadal no Aberto da Austrália e a virada que o levou à semifinal do Masters 1000 de Shanghai, batendo o líder do ranking mundial, Novak Djokovic. Além, obviamente, da virada sobre Dominic Thiem na final do ATP Finals de 2019, que lhe garantiu um dos maiores títulos de sua carreira até então.

## Vida pessoal
Tsitsipas estudou em uma escola de língua inglesa quando pequeno. Ele fala inglês, grego, russo e francês. Stefanos torce para o time de futebol grego AEK Athens. Tsitsipas tem como hobbies a fotografia, a música e a produção de vídeos para a internet, vlogs. Um dos mais carismáticos jogadores do circuito, o grego alcançou grande popularidade, sendo muito ativo nas redes sociais e em seu canal no YouTube, onde compartilha vídeos registrando suas viagens pelo mundo e suas experiências no circuito. Um dos atletas mais midiáticos do tênis mundial, Tsitsipas soma milhões de seguidores em suas redes sociais, coisa incomum para atletas da modalidade.
Tsitsipas teve como uma das grandes impulsionadoras de sua carreira a sua tia, irmã gêmea de sua mãe, que foi também uma tenista profissional que representava a União Soviética. Sua tia ajudou a financiar os custos de sua carreira, pois no início, seus pais não tinham como arcar com as viagens e materiais para que Stefanos viajasse e competisse no circuito juvenil.
Seu avô materno, Sergei Salnikov, foi um medalhista de ouro olímpico, fazendo parte da seleção de futebol da União Soviética. Salnikov também foi dirigente do FC Spartak Moscow.
Durante um torneio Future em Creta, Stefanos quase se afogou enquanto nadava no mar em um dia livre. A correnteza o carregou para longe da praia, mas seu pai, Apostolos, notou a emergência e conseguiu salvar a vida do filho. Tsitsipas atribui sua forma confiante de agir, esse sentimento de praticamente não ter medo de nada dentro de quadra, a algo que ganhou a partir dessa experiência, em que quase perdeu a vida.
Tsitsipas expressa grande motivação em promover o tênis em seu país, onde diz que a modalidade não é "muito popular". No Aberto de Barcelona em 2018, que seu sucesso na carreira profissional tem lhe ajudado a popularizar o tênis na Grécia: "Muitas pessoas estão falando sobre mim, sobre a final, estou dando várias entrevistas em grandes canais da Grécia. Isso está captando a atenção das pessoas... Isso me motiva a fazer ainda melhor no futuro e me tornar ainda mais popular. Eu espero inspirar muitas pessoas a jogar tênis na Grécia."
Stefanos namora desde 2020 com a jovem grega Theodora Petalas, Petalas é figura recorrente nos boxes do grego, apoiando-o nos torneios e aparecendo também em suas redes sociais. Apesar disso, ela se mostra reservada e não se sabe muito sobre sua vida pessoal.
Stefanos é treinado atualmente pelo pai Apostolos Tsitsipas, pelo francês de origens gregas, Patrick Mouratoglou, treinador da norte-americana Serena Williams e, eventualmente, pelo colombiano Jaime Cortez. Tsitsipas também tem se correspondido a distância  com o ex-número 1 do mundo, Gustavo Kuerten, que tem lhe ajudado com conselhos e instruções.

## Finais ATP

### Simples: 17 (7 títulos, 10 vices)
| Legenda                         |
| ------------------------------- |
| Torneios Grand Slam (0–1)       |
| Finais ATP World Tour (1–0)     |
| ATP Masters 1000 (1–2)          |
| ATP World Tour 500 Series (0–7) |
| ATP World Tour 250 Series (5–0) |

| Finais por superfície |
| --------------------- |
| Dura (4–5)            |
| Saibro (3-5)          |
| Grama (0–0)           |

| Resultado | G–P  | Data              | Torneio                                | Nível        | Superfície | Adversário            | Placar                  |
| --------- | ---- | ----------------- | -------------------------------------- | ------------ | ---------- | --------------------- | ----------------------- |
|           |      |                   |                                        |              |            |                       |                         |
| Finalista | 0–1  | Abril de 2018     | Barcelona Open, Espanha                | 500 Series   | Saibro     | Rafael Nadal          | 2–6, 1–6                |
| Finalista | 0–2  | Agosto de 2018    | Aberto do Canadá, Canadá               | Masters 1000 | Dura       | Rafael Nadal          | 2–6, 6–7(4–7)           |
| Campeão   | 1–2  | Outubro de 2018   | Aberto de Estocolmo, Suécia            | 250 Series   | Dura (i)   | Ernests Gulbis        | 6-4, 6-4                |
| Campeão   | 2–2  | Fevereiro de 2019 | Aberto de Marselha, França             | 250 Series   | Dura (i)   | Mikhail Kukushkin     | 7-5, 7-6                |
| Finalista | 2–3  | Fevereiro de 2019 | Aberto de Dubai, Emirado Árabes Unidos | 500 Series   | Dura (i)   | Roger Federer         | 4-6. 4-6                |
| Campeão   | 3–3  | Abril de 2019     | Aberto de Estoril, Portugal            | 250 Series   | Saibro     | Pablo Cuevas          | 6-3, 7-6                |
| Finalista | 3–4  | Maio de 2019      | Aberto de Madrid, Espanha              | Masters 1000 | Saibro     | Novak Djokovic        | 3-6, 4-6                |
| Finalista | 3–5  | Setembro de 2019  | Aberto de Beijing, China               | 500 Series   | Dura       | Dominic Thiem         | 6-3, 4-6, 1-6           |
| Campeão   | 4–5  | Novembro de 2019  | Nitto ATP Finals, Londres, Reino Unido | ATP Finals   | Dura (i)   | Dominic Thiem         | 6-7, 6-2, 7-6           |
| Campeão   | 5–5  | Fevereiro de 2020 | Aberto de Marselha, França             | 250 Series   | Dura (i)   | Felix Auger-Aliassime | 6-3, 6-4                |
| Finalista | 5–6  | Fevereiro de 2020 | Aberto de Dubai, Emirado Árabes Unidos | 500 Series   | Dura (i)   | Novak Djokovic        | 3-6, 4-6                |
| Finalista | 5–7  | Setembro de 2020  | Aberto de Hamburgo, Alemanha           | 500 Series   | Saibro     | Andrey Rublev         | 4-6, 6-3, 5-7           |
| Finalista | 5–8  | Março de 2021     | Aberto de Acapulco, México             | 500 Series   | Dura       | Alexander Zverev      | 4-6, 6-7                |
| Campeão   | 6–8  | Abril de 2021     | Aberto de Monte Carlo, Mónaco          | Masters 1000 | Saibro     | Andrey Rublev         | 6–3, 6–3                |
| Finalista | 6–9  | Abril de 2021     | Barcelona Open, Espanha                | 500 Series   | Saibro     | Rafael Nadal          | 4–6, 7-6(8–6), 5-7      |
| Campeão   | 7–9  | Maio de 2021      | Aberto de Lyon, França                 | 250 Series   | Saibro     | Cameron Norrie        | 6-3, 6-3                |
| Finalista | 7–10 | Junho de 2021     | Roland Garros, França                  | Grand Slam   | Saibro     | Novak Djokovic        | 7-6, 6-2, 3-6, 2-6, 4-6 |

## ATP Next Gen Finals
| Ano  | Campeão            | Vice-campeão   | Resultado            |
| ---- | ------------------ | -------------- | -------------------- |
| 2018 | Stefanos Tsitsipas | Alex de Minaur | 2–4, 4–1, 4–33, 4–33 |